# 我愛高跟鞋
《我愛高跟鞋》，是由台灣導演賀照緹所拍攝的一部紀錄片。講述華麗的高跟鞋背後，在全球化的發展下，整個產業鏈中的每個環節所發生的故事。全片採用觀察式紀錄片的拍攝手法，歷經兩年的拍攝時間，拍攝場景橫跨中、美、台三地。

## 劇情介紹
故事起點從紐約曼哈頓的服裝設計師腳下的高跟鞋說起，一雙雙售價高達美金300-1000元的名牌高跟鞋，在製作的過程當中需要經過多少人的手，從取得皮料、製作、代工，一層層追溯至每個環節，故事發生的地點更一路從紐約的曼哈頓到中國和俄羅斯的邊境；貧困農村中初生的小牛犢等待的血腥儀式，與奢華的大都會名模走秀典禮相呼應，而生產線上的工人埋頭趕工的場景穿插其中。
全球化的影響再再從這些環節中顯露無疑，透過不同環節中的不同主角，講述各個角色的生活面向和心中的快樂與擔憂，而對照每個人物腳上所穿的鞋的價格，從人民幣2元到美金600元不等，帶出一雙鞋背後潛藏的巨大社會差異。

## 獲獎及參展記錄
- 紐約當代美術館（MoMA）雙周影展 2011 MoMA's Documentary Fortnight, NYC, US

- 紐約國際電影電視節社會問題與時事優等獎 2012 New York Festivals, International Television and Film Awards, Finalist Award Winner

- 蒙大拿國際影展榮譽推薦獎 2011 Montana CINE Film Festival

- 日本野生動物影展傑出訊息獎 Japan Wildlife Film Festival 2011, Outstanding Message Award

- 香港華語紀錄片節短片組冠軍 Champion, Shorts, 2011 Chinese Documentary Festival in Hong Kong

- 法國亞洲電影節競賽項目 2012 Vesoul International Film Festival of Asian Cinema

- 倫敦國際紀錄片影展 2012　London International Documentary Festival

- 義大利I've Seen Films 國際影展 2011 I've Seen Films International Film Festival

- 德國國際環境影展 2011 Green Screen International Wildlife Film Festival in Germany

- 韓國首爾國際女性影展 2011 International Women’s Film Festival in Seoul

- 比利時女性影展 Brussels Women's Film Festival

- 匈牙利科學影展

- 台灣國際紀錄片雙年展競賽單元

- 台灣國際女性影展